# Championnat de Tchéquie féminin de football 2021-2022
Navigation
Édition précédente Édition suivante
La saison 2021-2022 du Championnat de République tchèque féminin de football est la vingt-neuvième saison du championnat. Le Sparta Prague, vainqueur la saison précédente, remet son titre en jeu.

## Organisation
Le championnat s'organise en deux temps.
Dans une première phase, les huit équipes participent à une poule unique au cours de laquelle chaque équipe rencontre à deux reprises, une fois à domicile et une fois à l'extérieur, chacune des sept autres équipes engagées. Cela fait donc quatorze matchs pour chaque équipe.
Lors de la deuxième phase, les huit équipes sont réparties en deux poules distinctes.
- Les quatre premières de la première phase disputent le championnat pour le titre de championne de République tchèque. Les équipes conservent leurs points de la première phase et jouent six nouveaux matchs, soit deux contre chaque équipe qualifiée, une fois à domicile et une fois à l'extérieur. L'équipe vainqueur de cette poule est déclarée championne de République tchèque. Les deux premières équipes sont qualifiées pour le deuxième tour de qualifications de la Ligue des champions féminine de l'UEFA 2022-2023, et la troisième équipe est qualifiée pour le premier tour de qualifications.
- Les quatre dernières de la première phase disputent le championnat de relégation. Les équipes conservent leurs points de la première phase et jouent six nouveaux matchs, soit deux contre chaque équipe qualifiée, une fois à domicile et une fois à l'extérieur. l'équipe qui termine à la dernière place est reléguée en deuxième division.

## Équipes participantes
| \| Dukla Slavia Sparta Slovácko Liberec Plzeň Lok Brno Pardubice \| Localisation des clubs. |
| Dukla Slavia Sparta Slovácko Liberec Plzeň Lok Brno Pardubice                               |

| Nom du club                    | Stade                   | Capacité | Classement 2020-21 |
| ------------------------------ | ----------------------- | -------- | ------------------ |
| AC Sparta Prague               | Stade de Strahov        | 56 000   | 1re                |
| SK Slavia Prague               | Stadion Horní Měcholupy | 1 000    | 2e                 |
| 1. FC Slovácko                 | Městský stadion         | 15 163   | 3e                 |
| FC Viktoria Plzeň              | Dobřany                 |          | 4e                 |
| FC Slovan Liberec              | Stadion u Nisy          | 9 900    | 5e                 |
| Lokomotiva Brno Horní Heršpice | Hrušovany u Brna        |          | 6e                 |
| FK Dukla Prague                | Stadion Juliska         | 8 150    | 7e                 |
| FK Pardubice                   | Pod Vinicí              | 2 500    | 8e                 |

## Compétition

### Première phase

#### Classement
| Rang | Équipe             | Pts | J  | G  | N | P  | Bp | Bc | Diff |
| ---- | ------------------ | --- | -- | -- | - | -- | -- | -- | ---- |
| 1    | SK Slavia Prague   | 42  | 14 | 14 | 0 | 0  | 60 | 3  | +57  |
| 2    | AC Sparta Prague T | 36  | 14 | 12 | 0 | 2  | 82 | 7  | +75  |
| 3    | 1. FC Slovácko     | 30  | 14 | 10 | 0 | 4  | 30 | 15 | +15  |
| 4    | Lokomotiva Brno HH | 14  | 14 | 4  | 2 | 8  | 18 | 38 | -20  |
| 5    | FC Viktoria Plzeň  | 14  | 14 | 4  | 2 | 8  | 21 | 31 | -10  |
| 6    | FC Slovan Liberec  | 14  | 14 | 4  | 2 | 8  | 14 | 32 | -18  |
| 7    | FK Pardubice       | 8   | 14 | 2  | 2 | 10 | 17 | 64 | -47  |
| 8    | FK Dukla Prague    | 6   | 14 | 2  | 0 | 12 | 9  | 61 | -52  |

| Légende : Qualifications et relégations | Légende : Qualifications et relégations                                                 |
| --------------------------------------- | --------------------------------------------------------------------------------------- |
|                                         | Poule pour le titre                                                                     |
|                                         | T : Tenant du titre P : Promu C : Vainqueur de la Coupe de République tchèque 2021-2022 |

### Deuxième phase de la saison
Les équipes sont réparties en deux groupes. Les quatre premières équipes sont regroupées dans une poule afin d'attribuer le titre de championne de République tchèque. Les quatre dernières doivent, elles, éviter la relégation en deuxième division.
Chaque équipe conserve les points acquis lors de la première phase du championnat et rencontre deux fois chacune des équipes présentes dans sa poule.
| Rang | Équipe             | Pts | J  | G  | N | P  | Bp  | Bc | Diff |
| ---- | ------------------ | --- | -- | -- | - | -- | --- | -- | ---- |
| 1    | SK Slavia Prague C | 57  | 20 | 19 | 0 | 1  | 81  | 6  | +75  |
| 2    | AC Sparta Prague T | 51  | 20 | 17 | 0 | 3  | 104 | 11 | +93  |
| 3    | 1. FC Slovácko     | 36  | 20 | 12 | 0 | 8  | 39  | 23 | +16  |
| 4    | Lokomotiva Brno HH | 14  | 20 | 4  | 2 | 14 | 18  | 75 | -57  |

| Rang | Équipe            | Pts | J  | G  | N | P  | Bp | Bc | Diff |
| ---- | ----------------- | --- | -- | -- | - | -- | -- | -- | ---- |
| 5    | FC Slovan Liberec | 32  | 20 | 10 | 2 | 8  | 35 | 34 | +1   |
| 6    | FC Viktoria Plzeň | 23  | 20 | 7  | 2 | 11 | 38 | 39 | -1   |
| 7    | FK Dukla Prague   | 13  | 20 | 4  | 1 | 15 | 17 | 75 | -58  |
| 8    | FK Pardubice      | 10  | 20 | 2  | 4 | 15 | 18 | 87 | -69  |

## Statistiques

### Meilleures buteuses
| Rg | Joueuse                  | Club              | Buts |
| -- | ------------------------ | ----------------- | ---- |
| 1. | Lucie Martínková (en)    | AC Sparta Prague  | 24   |
| 2. | Tereza Szewieczková (en) | SK Slavia Prague  | 22   |
| 3. | Michaela Dubcová (en)    | 1. FC Slovácko    | 15   |
| 4. | Klára Cvrčková (en)      | AC Sparta Prague  | 12   |
| 5. | Miroslava Mrásová        | FC Viktoria Plzeň | 11   |
| 6. | Aneta Pochmanová (en)    | AC Sparta Prague  | 10   |
| 7. | Tereza Kožárová (en)     | SK Slavia Prague  | 9    |
| 7. | Karolína Křivská         | AC Sparta Prague  | 9    |
| 9. | Franny Černá (en)        | SK Slavia Prague  | 8    |
| 9. | Jitka Chlastáková (en)   | AC Sparta Prague  | 8    |
| 9. | Martina Šurnovská (en)   | SK Slavia Prague  | 8    |

Source.